# Друговац
Друговац је насељено место града Смедерева, у Подунавском округу. Према попису из 2022. има 1302 становника (према попису из 2011. било је 1556 становника). У селу се налази црква Вазнесења Господњег и основна школа „Светитељ Сава“.

## Историја
Српски деспот Ђурађ Бранковић је 1428-1429. године потврдио великом челнику Радичу баштине широм Србије, између осталог и у Кучеву, где је овај велможа имао села Друговци, Власи Радивојевци, Власи Кошарна и селима Миладовића и Јуношино. Сва три кучевска села великог челника Радича јављају се у дефтеру из 1476. године, али само једно, Друговац југозападно од Смедерева, постоји и данас." Према попису из тог времена село је имало осам кућа, а 1863. године према попису било је 209 пореских глава.
"Доња Десимача" је била насеље познато још 1476. године, а простирало се дуж атара данашње Велике Десимаче. У недостатку података, није могуће поуздано утврдити када је Десимача тачно основана, колико је кућа и житеља тада бројала и како се развијала.
Пошто су топоними "Десимача" и "Друговац" сачувани до данашњег дана, морала је постојати нека историјска веза између фамилија које су становале у поменутим насељима пре доласка Турака и фамилија које су та насења основале. Међутим, сви су изгледи да је Десимача обновљена 1691-1720. године, да би у другој половини 18. века, сматра се због појаве куге, Срби напустили Десимачу и преселили се, најпре у Старо село, а потом на територију старог Друговца, да би се пред избијање Првог српског устанка већ запосели територије данашњег Друговца.
Трагајући за другим, здравијим местом за живот, сматра се да је место тако добило име Друговац.

Село се налази југозападно од Колара. Друговац је старије насеље. У његовом атару су ископавани старински новац и друге ствари. Село није било одувек на данашњем месту. Раније је ово насеље било у долини реке Коњске, у Великој Десимичи, одакле се, по предању, „због морије“ његово становништво преселили код старог гробља. То је „старо село“ и ту данас нема кућа. Из „старог села“ су се касније преместили на данашња места. Ово народно предање потврђују и подаци из литературе. У списку насеља из 1732. помиње се и Десимаћъ са 32 куће, а на једној карти из тога доба унето је као насељено место Dessimatie.
У арачким списковима из првих десетина 19. века спомиње се Друговац, који је 1818. имао 41, а 1882. 45 кућа. Године 1846. село је имало 72 куће, а по попису из 1921. у Друговцу је било 333 куће са 2059 становника.
Најстарије породице у Селу: Радивојевићи (данас са разним презименима) чији су чукундед Радиша доселио из Херцеговине. Најпре су становали у Десимићи, касније у Старом селу, одакле су прешли на данашња места; Виторовићи (данас са разним презименима) чији су прадедови са много стоке дошли „од Косова“ а и живели неко време у Десимићи; Дејићи (данас са разним презименима) чији је чукундеда дошао са Косова; Бркићи (данас са разним презименима) старином са Косова, одакле су дошли најпре у Жабаре (крагујевачки), затим у Десимићу. Остале су породице млађи становници (подаци датирају од 1732-1925. г).
У Друговцу се у току Другог светског рата догодио четнички масакр 29. априла 1944. године у којем је убијено 72 цивила.
Овде се налази комплекс објеката Веронике Клонфер.

## Демографија
У насељу Друговац живи 1330 пунолетни становник, а просечна старост становништва износи 44,7 година (43,3 код мушкараца и 46,1 код жена). У насељу има 488 домаћинстава, а просечан број чланова по домаћинству је 3,21.
Ово насеље је великим делом насељено Србима (према попису из 2002. године), а у последња три пописа, примећен је пад у броју становника.
|  |

| Демографија | Демографија | Демографија |
| Година      | Становника  | Становника  |
| ----------- | ----------- | ----------- |
| 1948.       | 2.503       |             |
| 1953.       | 2.679       |             |
| 1961.       | 2.669       |             |
| 1971.       | 2.322       |             |
| 1981.       | 2.225       |             |
| 1991.       | 2.130       | 2.080       |
| 2002.       | 1.906       | 1.965       |
| 2011.       | 1.566       |             |
| 2022.       | 1.302       |             |

| Етнички састав према попису из 2002.‍ | Етнички састав према попису из 2002.‍ | Етнички састав према попису из 2002.‍ | Етнички састав према попису из 2002.‍ | Етнички састав према попису из 2002.‍ |
| ------------------------------------ | ------------------------------------ | ------------------------------------ | ------------------------------------ | ------------------------------------ |
|                                      |                                      |                                      |                                      |                                      |
| Срби                                 | Срби                                 |                                      | 1.885                                | 98,89%                               |
| Црногорци                            | Црногорци                            |                                      | 3                                    | 0,15%                                |
| Румуни                               | Румуни                               |                                      | 2                                    | 0,10%                                |
| Украјинци                            | Украјинци                            |                                      | 1                                    | 0,05%                                |
| Руси                                 | Руси                                 |                                      | 1                                    | 0,05%                                |
| Македонци                            | Македонци                            |                                      | 1                                    | 0,05%                                |
| Југословени                          | Југословени                          |                                      | 1                                    | 0,05%                                |
| непознато                            | непознато                            |                                      | 10                                   | 0,52%                                |

| Година пописа     | 1948. | 1953. | 1961. | 1971. | 1981. | 1991. | 2002. |
| ----------------- | ----- | ----- | ----- | ----- | ----- | ----- | ----- |
| Број домаћинстава | 497   | 542   | 562   | 559   | 569   | 540   | 529   |

| Број чланова      | 1  | 2   | 3  | 4  | 5  | 6  | 7  | 8 | 9 | 10 и више | Просек |
| ----------------- | -- | --- | -- | -- | -- | -- | -- | - | - | --------- | ------ |
| Број домаћинстава | 78 | 113 | 91 | 89 | 60 | 53 | 26 | 7 | 5 | 7         | 3,60   |

| Пол    | Укупно | Неожењен/Неудата | Ожењен/Удата | Удовац/Удовица | Разведен/Разведена | Непознато |
| ------ | ------ | ---------------- | ------------ | -------------- | ------------------ | --------- |
| Мушки  | 797    | 197              | 524          | 47             | 28                 | 1         |
| Женски | 821    | 114              | 524          | 168            | 13                 | 2         |
| УКУПНО | 1.618  | 311              | 1.048        | 215            | 41                 | 3         |

| Пол    | Укупно                    | Пољопривреда, лов и шумарство | Рибарство                            | Вађење руде и камена | Прерађивачка индустрија       |
| ------ | ------------------------- | ----------------------------- | ------------------------------------ | -------------------- | ----------------------------- |
| Мушки  | 516                       | 270                           | 0                                    | 0                    | 94                            |
| Женски | 288                       | 191                           | 0                                    | 0                    | 22                            |
| УКУПНО | 804                       | 461                           | 0                                    | 0                    | 116                           |
| Пол    | Производња и снабдевање   | Грађевинарство                | Трговина                             | Хотели и ресторани   | Саобраћај, складиштење и везе |
| Мушки  | 3                         | 29                            | 40                                   | 4                    | 17                            |
| Женски | 2                         | 1                             | 25                                   | 1                    | 3                             |
| УКУПНО | 5                         | 30                            | 65                                   | 5                    | 20                            |
| Пол    | Финансијско посредовање   | Некретнине                    | Државна управа и одбрана             | Образовање           | Здравствени и социјални рад   |
| Мушки  | 2                         | 4                             | 12                                   | 6                    | 17                            |
| Женски | 2                         | 4                             | 2                                    | 11                   | 15                            |
| УКУПНО | 4                         | 8                             | 14                                   | 17                   | 32                            |
| Пол    | Остале услужне активности | Приватна домаћинства          | Екстериторијалне организације и тела | Непознато            | Непознато                     |
| Мушки  | 5                         | 0                             | 0                                    | 13                   | 13                            |
| Женски | 2                         | 0                             | 0                                    | 7                    | 7                             |
| УКУПНО | 7                         | 0                             | 0                                    | 20                   | 20                            |

## Развој пољопривредних култура и узгој животиња
Земљиште за сетву или садњу се припремало орањем (орало се ралицом, ппужицом и плугом), риљањем или копањем. Ралицом су оране парцеле које су биле на странама, стрминама; плужицом и плугом оране су парцеле које су се налазиле у равницама или долинама. Од култура највише су били заступљени:
- пшеница
- овас
- раж
- јечам
- кукуруз
- детелина
- лан
- конопља
- тикве
- дуње

Од биљака са махунастим плодовима, нарочито су узгајане: сочиво, боб, у каснијим временима јавња се сланутак, а потом пасуљ и друге биљке (легуминозе) које су у виду варива употребљаване за јело. Од поврћа свуда се гајио црни и бели лук, купус, репа, краставац, патлиџан (којег су донели Турци), а у каснијем времену-паприка (пренета ѕ Америке), док се кромпир (такође пренет из Америке) одомаћио тек почетком 19.века.
Од јабучастог воћа узгајане су јабуке и крушке, од коштичавог воћа било је трешања и шљива; узгајани су још орах и кестен.
Говедарство је било веома раширено, а говедара "после попова и ковача", беше највише у селима Кучевске нахије, у чијем су саставу били Десимача и Друговац. Анализа података из пописа указује да је на једно сеоско домаћинство долазило око седам оваца. Гајење животиња је било забрањено становницима исламске провенијенције, али не и хришћанима, који су били обавезни да свом тимарнику исплате по једну акчу од сваке заклане свиње.
На повртњак, домаћинство је плаћало таксу у износу од две акче. За поврће које се гајило у већим количинама изван окућнице, на њивама, плаћао се ресум, чији је износ био две акче.

## Друговац данас
Друговац је 1970. године бројао 530 кућа и имао 2780 становника. Простире се на обронцима огранака Родопских планина, такозваној пиносавској заравни. Од ауто-пута Београд-Ниш удаљен је 7 км, а од Смедерева око 17 км. У селу постоји Основна школа "Светитељ Сава", Црква Вазнесења Господњег, амбуланта, пошта, неколико продавница мешовите робе, 3 пољопривредне апотеке, КУД "Друговац", Фудбалски клуб "29.април", Планинарско друштво "Радомир Јоцић", Ловачко друштво "Шумадија", Удружење жена "Срма".